# Права ЛГБТ в Гуаме
Права гомосексуалов, бисексуалов и трансгендеров (ЛГБТ) в Гуаме в последние годы значительно улучшились. Однополые сексуальные отношения декриминализированы с 1978 года, а однополые браки разрешены с 2015 года. На территории США в настоящее время действуют меры защиты от дискриминации как в отношении сексуальной ориентации, так и в отношении гендерной идентичности. Кроме того, федеральный закон предусматривает охват преступлений на почве ненависти с 2009 года. Изменение пола также является законным в Гуаме.

## История
Чаморро традиционно принимают гомосексуализм и транссексуалов. Общество Чаморро было очень сексуально толерантным, гомосексуализм никогда не рассматривался как табу. Народ был описан как открыто бисексуальный, хотя это оспаривается. Слово на языке Чаморро для гея — мамфлорита (буквально — маленькие цветы), в то время как лесбиянка — малалахи (буквально — женщины, ведущие себя как мужчины).
После Испанской колонизации в 17-м веке и последующей вестернизации и американизации Гуама в 20-м веке, она включила западные концепции сексуальности и пола, которые до недавнего времени осуждали ЛГБТ-людей.

## Законы, касающиеся однополых сексуальных отношений
Частные, взрослые, согласованные и некоммерческие гомосексуальные акты стали законными на Гуаме после реформы Уголовного кодекса в 1978 году.

## Признание однополых отношений
Гуам стал первой заморской территорией Соединенных Штатов, признавшей однополые браки (в июне 2015 года). 5 июня 2015 года главный судья Фрэнсис Тидингко-Гейтвуд из окружного суда Соединенных Штатов по округу Гуам постановила, что запрет Гуама на однополые браки неконституционен. Она сослалась на решение Девятого окружного апелляционного суда по делу Латта против Оттера, отменившее запреты в штатах Айдахо и Невада. Территория начала выдавать брачные лицензии однополым парам через четыре дня. Законодательное собрание приняло Закон о равенстве брака Гуама от 2015 года 11 августа 2015 года, в результате чего законы о браке Гуама стали гендерно нейтральными.
В 2009 году в Законодательное собрание Гуама была введена проект закона, который давал бы однополым парам те же юридические права и обязанности, что и супружеским парам противоположного пола. Однако за него не проголосовали.

## Усыновление и воспитание детей
После легализации однополых браков Гуамом усыновление для однополых пар также стало законным. Кроме того, лесбийские пары имеют доступ к ЭКО.

### Свидетельства о рождении
В мае 2017 года Департамент общественного здравоохранения и социального обеспечения Гуама объявил, что в свидетельствах о рождении будут указаны оба однополых родителя. Это произошло после того, как однополой паре изначально было отказано в праве занести оба их имени в свидетельство о рождении их ребёнка.

## Защита от дискриминации и преступлений на почве ненависти
В августе 2015 года Законодательное собрание единогласно приняло законопроект 102-33, который запрещает дискриминацию по признаку сексуальной ориентации. Федеральный закон охватывает преступления на почве ненависти, связанные как с сексуальной ориентацией, так и с гендерной идентичностью, начиная с 2009 года в соответствии с федеральным законом Мэтью Шепарда и Джеймса Берда-младшего о предупреждении преступлений на почве ненависти.

## Гендерная идентичность или выражение
Смена пола является законной на Гуаме. Чтобы трансгендеры могли изменить свой законный пол на Гуаме, они должны предоставить в Управление статистики естественного движения населения присяжное заявление врача о том, что они перенесли операцию по смене пола. Впоследствии Управление внесет изменения в свидетельство о рождении лица, подавшего запрос.
В мае 2018 года сенатор Фернандо Эстевес внес на рассмотрение законопроект, облегчающий трансгендерным лицам изменение их законного пола. Согласно предлагаемому законопроекту, транссексуалы, желающие изменить законный пол, должны будут получить судебное разрешение и отправить в Управление статистики естественного движения населения письмо, подтверждающее их гендерную идентичность. Письмо также должно включать документацию сертифицированного психолога, социального работника, терапевта или другого лицензированного специалиста, подтверждающую, что запрос заявителя отражает их пол или гендерную идентичность. Операция не требуется. В декабре 2018 года Законодательное собрание решило отложить голосование по законопроекту до тех пор, пока не будут решены вопросы, касающиеся медицинских и правоохранительных процессов.

## Донорство крови
С 2015 года геям и бисексуальным мужчинам на Гуаме было разрешено сдавать кровь после одного года отсрочки.

## Условия жизни
Гуам считается терпимым к ЛГБТ, с очень немногими сообщениями о социальной дискриминации или преследованиях. Согласно опросу, проведенному в апреле 2015 года студентами Университета Гуама, 55 % жителей Гуама высказались за однополые браки, 29 % выступили против и 16 % не определились.
С 1990-х годов, в стране наблюдается видимая социальная жизнь ЛГБТ с ночными клубами и социальными мероприятиями, организованными на местном уровне. Гуам Прайд проводится ежегодно с 2017 года, привлекая несколько сотен человек.
Гуам является членом Международной ассоциации геев и лесбиянок и недавно начал коммерциализировать себя как туристическое направление для ЛГБТ.

## Сводная таблица
| Декриминализация однополых отношений                     | Да       | 1978 год |
| Депатологизация гомосексуальности                        | Да       |          |
| Право МСМ быть донорами крови                            | Частично | 2015 год |
| Антидискриминационные законы                             | Да       | 2015 год |
| Права на жизнь и безопасность                            | Да       |          |
| Право на достоинство личности                            | Да       |          |
| Право на неприкосновенность частной жизни                | Да       |          |
| Право на справедливое судебное разбирательство           | Да       |          |
| Право на свободу выражения мнения                        | Да       |          |
| Право на ассоциации и объединения                        | Да       |          |
| Право на мирные собрания                                 | Да       |          |
| Право на медицинское обслуживание                        | Да       |          |
| Право на образование                                     | Да       |          |
| Право на труд                                            | Да       |          |
| Брак для однополых пар                                   | Да       | 2015 год |
| Партнёрства для однополых пар                            | Да       | 2015 год |
| Право на усыновление детей однополыми семьями            | Да       | 2015 год |
| Право на усыновление ребёнка партнёра в однополых семьях | Да       | 2015 год |
| Право на изменение гражданского пола                     | Да       |          |